# Бољетин (локалитет)
Бољетин, познат и као Градац на Лепени, археолошки је локалитет који се налази у подножју Лепенске стене, на платоу Лепена, десно од ушћа Бољетинске реке у Дунав.
На локалитету је идентификовано утврђење из римског доба као античка Сморна. Имало је основу правоугаоника (58 x 50m), оријентисаног дужим странама у правцу североисток-југозапад. На угловима кастела избачене су куле лепезасте основе на северном и источном углу и потковичасте на јужном и западном. Још две правоугаоне куле налазе се на дужним странама утврђења.
Сморна из предходне фазе, највероватније је подигнута за владавине Доминицијана, крајем 1. века, имала је унутрашње, дефанзивне угаоне куле. Овом кастелу претходило је земљано утврђење настало за владавине Тиберија, почетком 1. века. Старије утврђење имало је капије на средини сваке стране, док је млађе задржало само ону на североисточном бедему. Утврђење је напуштено у време Хадријана (117—138) и обновљено после повлачења Римљана из Дакије, 272. године. 
Претпоставља се да је млађа фортификација подигнута за владавине Аурелијана, крајем 3. века. Сморна је страдала у пожару при најезди Хуна (441—443). Евидентан је хоризонт рановизантијске обнове из прве половине 6. века, за владавине цара Јустијана I, о чему сведоче бројни археолошки артефакти. Из 5. века је и једнобродна базилика са ксртионицом у наосу, откривена у средишту кастела. У унутрашњости утврђења откривено је неколико грађевина из различитих фаза живота у Сморни, као купатило, складиште хране - житница, војничке бараке и занатске радионице. Изван бедема кастела откривена је некропола спаљених покојника из 1—2. века.
Живот унутар античких бедема обновио се у 9. или почетком 10. века. Станишта и други насеобински објекти нису констатовани, али на постојање насеља указују карактеристична средњовековна грнчарија и бројни предмети утилитарне намене. Нађена је и остава накита из 10. века. Одговарајућа некропола, која се највероватније налазила изван зидина, није констатована. На истом простору, живот се наставио током 14. и 15. века. Насеље је формирано са обе стране Бољетинске реке, док је сахрањивање његових становника обављано унутар античког утврђења.